# Zamarada vidua
Zamarada vidua là một loài bướm đêm trong họ Geometridae.